# Joe Rock
Joe Rock (Nova Iorque, 25 de dezembro de 1893 — Sherman Oaks, 5 de dezembro de 1984) foi um ator, produtor e diretor de cinema norte-americano e melhor roteirista lembrado hoje para a produção de várias comédias estrelados por Stan Laurel na década de 1920.

## Filmografia selecionada
- The Man Behind the Mask (1936)
- Boys Will Be Girls (1937)